# Academic experience Worldwide
 (novembre 2016).
Academic experience Worlwide e.V. est une association à but non lucratif enregistrée (en allemand eingetragener Verein) fondée  en 2015 à Francfort-sur-le-Main (Allemagne). Elle met en relation des réfugiés diplômés et des étudiants sous forme de tandems : le réfugié agit en qualité de tuteur universitaire tandis que l’étudiant met à sa disposition ses connaissances linguistiques et culturelles sur la société et bureaucratie allemandes. Basé sur une initiative d'étudiantes en 2013, l'association s'est développée depuis dans d'autres grandes villes allemandes comme Berlin ou Munich,,,.

## Historique
En 2013, deux étudiantes développent au sein de l’Université de Francfort-sur-le-Main une initiative d'aide aux migrants et aux étudiants : academic experience Worldwide. Le concept qu'elles mettent en place consiste à échanger des services entre deux personnes,,,. D'un côté, les migrants diplômés proposent un service de tutorat universitaire aux étudiants. De l'autre, les étudiants proposent un service d'intégration culturelle et linguistique aux réfugiés.  
En 2015, l'initiative acquiert le statut d'association.

## Fonctionnement
Academic experience Worldwide œuvre avec et pour les réfugiés diplômés et s’est avant tout fait connaitre pour la mise en place de tandems de travail. Ces tandems associent des réfugiés diplômés à des étudiants de la même discipline (le réfugié agit en qualité de tuteur universitaire tandis que l’étudiant met à disposition ses connaissances linguistiques et culturelles de la société allemande). Ce programme s’accompagne d’un séminaire hebdomadaire,. L’association vise à donner une voix aux réfugiés diplômés tout en améliorant l’image souvent stéréotypée des réfugiés répandue par les médias. L’association reçoit des dons qui financent des cours d’allemands, des inscriptions à des examens ou l'achat de tickets de métro proposés aux participants,. Comme le stipulent les statuts de l’association, academic experience Worldwide base son action sur les théories post-colonialistes.

## Distinctions
Academic experience Worldwide e.V. a été récompensée en 2015 du Deutschen Bürgerpreis für Engagement (Prix de l’engagement citoyen) remis par le maire de Francfort-sur-le-Main ainsi que du prix « Aktiv für Demokratie und Toleranz » décerné par le Bündnis für Demokratie und Toleranz,,.